# MRK Čakovec
MRK "Čakovec" hrvatski je rukometni klub iz Čakovca. Trenutačno igra u Premijer ligi.
Nastupao je još pod imenima: "Hazena", "Jedinstvo", "RK Čakovec", "RK Zrinski Čakovec", "RK Perutnina Pipo IPC, "RK MKA IPC" i "RK Međimurje Čakovec". Osnovan je 2013. godine pod nazivom "Muški rukometni klub Čakovec" kao legitimni nasljednik prethodnog kluba osnovanog 1930. godine. Adresa kluba je Ulica Dobriše Cesarića 17, Čakovec, a predsjednik kluba je Željko Kavran.

## Povijest
MRK „Čakovec“ osnovan je u svibnju 2013. godine.
U sezoni 2014./15. klub osvaja Treću HRL – Sjever i ulazi u Drugu HRL – Sjever, dok 2018./19. klub osvaja Drugu HRL – Sjever i ulazi u Prvu HRL – Sjever. 
U sezoni 2023./24. klub osvaja prvo mjesto i ulazi u najjači rang hrvatskog rukometa – Premijer ligu.

## Uspjesi
1. HRL – Sjever
- Prvak: 2023./24.

2. HRL – Sjever
- Prvak: 2018./19.

3. HRL – Sjever
- Prvak: 2014./15.

Hrvatski kup
- Final 4: 2018./19.

## Vanjske poveznice
- Službena stranica kluba  Arhivirana inačica izvorne stranice od 22. travnja 2019. (Wayback Machine)
- Službena Facebook stranica kluba
- Službena Instagram stranica kluba